# Motivation - nærbilleder fra en ungdomsskole
|  | Denne artikel er oprettet af botten PalnaBot ud fra en ekstern database. Den kan derfor have sproglige fejl eller mangler. Denne skabelon kan fjernes efter kontrol af indholdet. |

Motivation - nærbilleder fra en ungdomsskole er en film instrueret af Arne Bro efter eget manuskript.

## Handling
Filmen er optaget i København, november 1982. Den er et nærgående portræt af en ungdom, hvis tråde tilbage og frem i tiden delvist er kappet over. Optagelsernes ramme er den af de kommunale ungdomsskolers dagskoler for unge. Eleverne her har af forskellige grunde ikke gennemført folkeskolen. Lærerne har en central rolle i forsøget på at skabe en vision om fremtiden hos disse elever. Filmen forsøger at afdække de mange lag i denne seje proces.